# TIM-1
TIM-1 (T-cell immunoglobulin and mucin domain protein 1) é um proteína presente em células epiteliais. Trata-se de um dos receptores para os vírus Ebola e Marburg. Foi descoberta por Wendy Maury e colaboradores da Universidade de Iowa.